# فهرست گتوهای نازی
این نوشتار فهرستی جزئی از گتوهایی است که توسط آلمان نازی با هدف منزوی کردن، بهره‌کشی و در نهایت، ریشه کن کردن جمعیت یهودیان (و گاه مردم کولی) در سرزمین‌های تحت کنترل خود ایجاد شدند. اکثر گتوهای برجسته ای که در اینجا ذکر شده‌اند توسط رایش سوم و متحدانش در جریان جنگ جهانی دوم راه اندازی شده‌اند. در مجموع، طبق بایگانی‌های USHMM، «آلمانی‌ها کمینه ۱۰۰۰ گتو را تنها در لهستان و اتحاد جماهیر شوروی تحت اشغال آلمان و قلمروهای ضمیمه شده به آن راه‌اندازی کردند.» از این روی، این نمونه‌ها تنها برای نشان دادن گستردگی این گتوها در سراسر اروپای شرقی و غربی آورده شده‌اند.

## در اروپا
گتوهای نازی بزرگی که در آن یهودیان محدود می‌شدند در سراسر اروپا وجود داشتند. این گتوها اغلب در جریان انتقال زندانیان توسط قطارهای هولوکاست به اردوگاه‌های کار اجباری یا مرگ ساخته شده توسط آلمان در لهستان اشغالی برچیده شدند.

### لهستان تحت اشغال آلمان
در پی تهاجم به لهستان در ۱۹۳۹، سیستم جدید مبتنی بر گتوسازی توسط آلمان نازی میان اکتبر ۱۹۳۹ و ژوئیه ۱۹۴۲ اعمال شد تا جمعیت ۳٫۵ میلیونی یهودیان لهستان را به منظور آزار و اذیت، ترور و بهره‌کشی محدود کند. گتو ورشو بزرگترین گتو در کل اروپای اشغالی بود، که جمعیتی بیش از ۴۰۰٬۰۰۰ یهودی در منطقه ای به مساحت ۳٫۴ کیلومتر مربع (برابر ۷٫۲ نفر در هر اتاق) در آن قرار داشتند. گتو ووچ دومین بزرگترین گتو بود که حدود ۱۶۰٬۰۰۰ زندانی را در خود جای داده بود.
- گتو براناویچی
- گتو بنجن، محل خیزش گتوی بنجن
- گتو بیاویستوک، محل خیزش گتوی بیاویستوک
- گتو بورشچیف
- گتو برست
- گتو بوچاچ
- گتو چنتستوخووا، محل خیزش گتوی چنتستوخووا
- گتو چورتکیف
- گتو دروهوبیچ
- گتو گرودنو
- گتو ایزبیتسا
- گتو کیلتس
- گتو کولومیا
- گتو کراکوف
- گتو لاخوا، محل خیزش گتوی لاخوا
- گتو لیدا
- گتو ووچ
- گتو ومژا
- گتو لوبارتوف
- گتو لوبلین
- گتو لوتسک، محل خیزش گتوی لوتسک و کشتار متعاقب آن
- گتو لووف، محل پوگروم‌های لووف
- گتو مارچینکونیس
- گتو میندسیژتس پودلاسکی
- گتو میزوچ
- گتو ناواریداک
- گتو نووی سونتس
- گتو اوپاتو در اوپاتو
- گتو پینسک
- گتو پیوترکوف تربونالسکی
- گتو پرزمیسی
- گتو رادوم
- گتو سامبیر
- گتو شدلتسه
- گتو اسلونم، محل خیزش گتوی اسلونم
- گتو ساسنوویتس، محل خیزش گتوی ساسنوویتس
- گتو استانیسلاووف، محل کشتار یکشنبه خونین
- گتو استری
- گتو تارنوپول با اردوگاه‌های اقماری آن
- گتو تارنوف
- گتو تروخن‌برود
- گتو ویلنا، محل کشتار پوناری
- گتو ورشو، محل خیزش گتوی ورشو
- گتو زیاتلاوا، محل کشتار زیاتلاوا

### دیگر کشورها و مناطق اشغالی
- گتو آنوپول، رایخس‌کومیساریات اوکراین (اوکراین امروزین)
- گتو بایا ماره، مجارستان (رومانی امروزین)
- گتو برشاد، رومانی (اوکراین امروزین)
- گتو بیستریتسا، مجارستان (رومانی امروزین)
- گتو بوداپست، مجارستان
- گتو بابرویسک، فرماندهی نظامی در اتحادیه شوروی (بلاروس امروزین)
- گتو باریساو، رایخس‌کومیساریات اوستلاند (بلاروس امروزین)
- گتو بردیچیف، رایخس‌کومیساریات اوکراین (اوکراین امروزین)
- گتو برژدیف، رایخس‌کومیساریات اوکراین (اوکراین امروزین)
- گتو بوبرینتس، رایخس‌کومیساریات اوکراین (اوکراین امروزین)
- گتو چه‌هی، مجارستان (رومانی امروزین)
- گتو چرکاسی، رایخس‌کومیساریات اوکراین (اوکراین امروزین)
- گتو چرنیهیف، فرماندهی نظامی در اتحادیه شوروی (اوکراین امروزین)
- گتو کیشیناو، رومانی (مولداوی امروزین)
- گتو چرنیوتسی، رومانی (اوکراین امروزین)
- گتو کلوژ، مجارستان (رومانی امروزین)
- گتو دوگوپیلس، رایخس‌کومیساریات اوستلاند (لتونی امروزین)
- گتو دژ، مجارستان (رومانی امروزین)
- گتو دونتسک، فرماندهی نظامی در اتحادیه شوروی (اوکراین امروزین)
- گتو گومل، فرماندهی نظامی در اتحادیه شوروی (بلاروس امروزین)
- گتو هارادوک، فرماندهی نظامی در اتحادیه شوروی (بلاروس امروزین)
- گتو کالوگا، فرماندهی نظامی در اتحادیه شوروی (روسیه امروزین)
- گتو کارلواتس، کرواسی
- گتو کونو، رایخس‌کومیساریات اوستلاند (لیتوانی امروزین)
- گتو خارکیف، فرماندهی نظامی در اتحادیه شوروی (اوکراین امروزین)
- گتو خرسون، رایخس‌کومیساریات اوکراین (اوکراین امروزین)
- گتو کلیموفو، فرماندهی نظامی در اتحادیه شوروی (روسیه امروزین)
- گتو کلیماویچی، فرماندهی نظامی در اتحادیه شوروی (بلاروس امروزین)
- گتو کلینتسی، فرماندهی نظامی در اتحادیه شوروی (روسیه امروزین)
- گتو کوبلیاکی، رایخس‌کومیساریات اوکراین (اوکراین امروزین)
- گتو لیپایا، رایخس‌کومیساریات اوستلاند (لتونی امروزین)
- گتو مازیر، رایخس‌کومیساریات اوکراین (بلاروس امروزین)
- گتو مینسک، رایخس‌کومیساریات اوستلاند (بلاروس امروزین)
- گتو موگیلف، فرماندهی نظامی در اتحادیه شوروی (بلاروس امروزین)
- گتو موهیلیف-پودیلسکیی، رومانی (اوکراین امروزین)
- گتو موناستیر، بلغارستان (مقدونه شمالی امروزین)
- گتو اودسا، رومانی (اوکراین امروزین)
- گتو اولیکا، رایخس‌کومیساریات اوکراین (اوکراین امروزین)
- گتو اورادیا، مجارستان (رومانی امروزین)
- گتو اورشا، رایخس‌کومیساریات اوکراین (اوکراین امروزین)
- گتو پوچپ، فرماندهی نظامی در اتحادیه شوروی (روسیه امروزین)
- گتو پولوتسک، فرماندهی نظامی در اتحادیه شوروی (بلاروس امروزین)
- گتو خملنیتسکی، رایخس‌کومیساریات اوکراین (اوکراین امروزین)
- گتو پروژانی، رایخس‌کومیساریات اوستلاند (بلاروس امروزین)
- گتو پریلوکی، فرماندهی نظامی در اتحادیه شوروی (اوکراین امروزین)
- گتو پسکوف، فرماندهی نظامی در اتحادیه شوروی (روسیه امروزین)
- گتو رگین، مجارستان (رومانی امروزین)
- گتو ریگا، رایخس‌کومیساریات اوستلاند (لتونی امروزین)
- گتو تسالونیکی، منطقه اشغالی آلمان در یونان (یونان امروزین)
- گتو ساتو ماره، مجارستان (رومانی امروزین)
- گتو سفنتو گئورگه مجارستان (رومانی امروزین)
- گتو شپتیفکا، رایخس‌کومیساریات اوکراین (اوکراین امروزین)
- گتو شومیاچی، فرماندهی نظامی در اتحادیه شوروی (روسیه امروزین)
- گتو شولی، رایخس‌کومیساریات اوستلاند (لیتوانی امروزین)
- گتو سیگتو مرمتسیه، مجارستان (رومانی امروزین)
- گتو اسکویرا، رایخس‌کومیساریات اوکراین (اوکراین امروزین)
- گتو اسلاووتا، رایخس‌کومیساریات اوکراین (اوکراین امروزین)
- گتو سلوتسک، رایخس‌کومیساریات اوستلاند (بلاروس امروزین)
- گتو اسمولنسک، فرماندهی نظامی در اتحادیه شوروی (روسیه امروزین)
- گتو سنوسک، فرماندهی نظامی در اتحادیه شوروی (اوکراین امروزین)
- گتو استارودوب، فرماندهی نظامی در اتحادیه شوروی (روسیه امروزین)
- گتو استولین،  رایخس‌کومیساریات اوستلاند (بلاروس امروزین)
- گتو شونچیونیس، رایخس‌کومیساریات اوستلاند (لیتوانی امروزین)
- گتو تاراشچا، رایخس‌کومیساریات اوکراین (اوکراین امروزین)
- گتو تلشیای، رایخس‌کومیساریات اوستلاند (لیتوانی امروزین)
- گتو ترزینشتات (اردوگاه کار اجباری، گاه به عنوان گتو مطرح می‌شود), بوهم و موراویا (جمهوری چک امروزین)
- گتو اومان، رایخس‌کومیساریات اوکراین (اوکراین امروزین)
- گتو وینیتسا، رایخس‌کومیساریات اوکراین (اوکراین امروزین)
- گتو ویتبسک، فرماندهی نظامی در اتحادیه شوروی (بلاروس امروزین)
- گتو ژاگاره، رایخس‌کومیساریات اوستلاند (لیتوانی امروزین)
- گتو زاگرب، کرواسی
- گتو ژیتومیر، رایخس‌کومیساریات اوکراین (اوکراین امروزین)
- گتو زلاتوپیل، رایخس‌کومیساریات اوکراین (اوکراین امروزین)
- گتو زلینکا، فرماندهی نظامی در اتحادیه شوروی (روسیه امروزین)

## گتوهای بیرون اروپا
- گتو شانگهای (۱۹۴۲–۱۹۴۵) ژاپنی‌ها ۱۶٬۰۰۰ یهودی را در یک گتو به مساحت ۲٫۵ کیلومتر مربع محدود کردند؛ جایی که آنها اغلب قربانی حملات هوایی نیروی هوایی هفتم ایالات متحده می‌شدند، و اغلب فاقد آب جاری، حمام، و جیره غذایی بودند. غیر معمول نبود که در این گتو ۳۰–۴۰ نفر در یک اتاق بخوابند.[۶]